# Zone d'attente pour personnes en instance
Pour les articles homonymes, voir Zapi.
« ZAPI » redirige ici. Pour les articles homophones, voir Zappi et Zappy.
Avant 1992, les étrangers qui se voyaient refuser l'entrée sur le territoire français étaient maintenus dans les gares, ports et aéroports internationaux en dehors de tout cadre légal. Il n'y avait donc aucun contrôle sur les conditions ou la légalité de ces privations de liberté, qui n'avaient de surcroît aucune limite de durée. Cet état de fait a été condamné par diverses juridictions nationales et par la Cour européenne des droits de l'homme (CEDH). La loi Quilès de 1992 donne un statut légal à ces zones d'attentes. L'espace des zones d'attente est fixé par décret préfectoral. Y sont maintenues trois catégories d'étrangers : les « non admis », les personnes en transit interrompu et les demandeurs d'asile. Des mineurs isolés peuvent également être placés en zone d'attente. En 2017, la PAF a émis 16 879 refus d’entrée sur le territoire et organisés 9 672 placements en zone d'attente. Parmi ces personnes, 1 270 ont introduit une demande d’entrée sur le territoire au titre de l’asile.

## Le placement en zone d'attente
Trois catégories d'étrangers peuvent être maintenus dans ces zones d'attentes (encore appelées Zone d'attente pour personnes en instance, ou ZAPI pour le cas de Roissy-CDG) :
- les étrangers qui arrivent en France par la voie ferroviaire, maritime ou aérienne et qui :
  - soit ne sont pas autorisés à entrer sur le territoire français, pendant le temps strictement nécessaire à leur départ ;
  - soit demandent leur admission au titre de l'asile, pendant le temps strictement nécessaire à un examen tendant à déterminer si leur demande n'est pas "manifestement infondée" ;
- les étrangers qui se trouvent en transit dans une gare, un port ou un aéroport si l'entreprise de transport qui devait les acheminer dans le pays de destination ultérieure refuse de les embarquer ou si les autorités du pays de destination leur ont refusé l'entrée et les ont renvoyés en France.

## La procédure de maintien
Le placement en zone d'attente est une mesure privative de liberté prise par le chef de service de la police nationale ou des douanes chargé du contrôle aux frontières. La décision doit être écrite et motivée, et, depuis 2007, ce premier maintien en zone d'attente ne peut excéder 96 heures. Avant 2007, ce maintien ne pouvait durer que 48 h. Le procureur de la République devait être avisé sans délai de ce placement. La mesure pouvait être renouvelée pour un nouveau délai de 48 heures.
Le maintien en zone d'attente constitue une atteinte à la liberté individuelle. En droit français, il s'agit là du seul cas (avec le maintien en rétention administrative des étrangers en situation irrégulière) où des personnes peuvent être privées de liberté pendant une certaine durée sur décision administrative et sans intervention d'une quelconque autorité judiciaire.
Néanmoins, le maintien au-delà de 4 jours n'est possible que s'il est autorisé par le juge des libertés et de la détention, qui est soit le président du tribunal de grande instance soit un délégué désigné par lui. Le renouvellement du placement en zone d'attente peut être autorisé pour une durée qui ne peut être supérieure à 8 jours. Le passage devant ce juge, garant de la liberté individuelle, est une obligation légale et constitutionnelle. Pièce maîtresse de cette procédure, ce juge contrôle les conditions de maintien des personnes qui lui sont présentées. Il est également le garant de l'effectivité des droits liés au placement en zone d'attente. Dans le cadre de ce contrôle, il peut décider soit de renouveler le maintien en zone d'attente, soit y mettre fin.
À titre exceptionnel, le maintien en zone d'attente au-delà de 12 jours peut être autorisé par ce même juge, pour une durée qu'il détermine et qui ne peut être supérieure à 8 jours. L'atteinte à la liberté individuelle devient alors plus importante et le juge n'autorise cette nouvelle prolongation que si l'administration justifie de circonstances exceptionnelles ayant empêché l'exécution du refoulement. Enfin, dans le cas où l'étranger maintenu en zone d'attente dépose une demande d'asile dans les six jours précédant la fin de la seconde période de maintien en zone d'attente, celle-ci est prorogée de six jours à compter du jour de la demande. Dans le cas où l'étranger dépose un recours en annulation contre le refus d'entrée en France au titre de l'asile dans les quatre jours précédant la fin de la seconde période de maintien en zone d'attente, celle-ci est prorogée d'office de quatre jours à partir du dépôt du recours.

## Les droits liés au maintien en zone d'attente
La loi reconnaît certains droits aux étrangers maintenus en zone d'attente :
- L'assistance d'un médecin ;
- L'assistance d'un interprète ;
- La communication avec un conseil, son consulat ou toute personne de son choix ;
- Quitter la France à tout moment ;
- Le droit au jour franc, c'est-à-dire de ne pas être renvoyé avant l'expiration d'un délai de vingt-quatre heures à compter du jour d'arrivée à minuit.

La notification des droits en zone d'attente doit être faite à la personne non admise dans une langue qu'elle comprend. Plusieurs rapports de l'Anafé principalement ont dénoncé l'absence de notification des droits aux maintenus notamment le droit au jour franc.

## La sortie de zone d'attente

### L'admission sur le territoire français
L'admission sur le territoire français peut être prise par la DLPAJ, être ordonnée par le juge administratif ou le juge judiciaire (JLD). Dans le cas où une personne serait admise sur le territoire français au titre de l'asile, elle se voit remettre immédiatement un sauf-conduit qui lui accorde l'entrée sur le territoire français ainsi qu'un séjour de huit jours afin de déposer une demande d'asile en bonne et due forme à la Préfecture. Dans le cas où la personne serait admise sur le territoire français à la suite d'une décision du juge judiciaire, elle se voit remettre le même sauf-conduit mais doit se rendre de nouveau à la zone d'attente afin de se le voir délivrer.

### Le refoulement
Hors le cas des demandeurs d'asile, le placement en zone d'attente n'a pour finalité que de permettre à la police aux frontières (PAF) de procéder au refoulement. La loi précise que ce dernier a lieu vers le pays dont l'étranger non admis a la nationalité ou vers tout autre où il est légalement admissible, c'est-à-dire le pays de provenance. Dans la majorité des cas, les personnes maintenues en zone d'attente sont refoulées vers leur aéroport de départ. Aucune différence de traitement n'est opérée à l'égard des mineurs isolés. Qu'ils aient plus ou moins de treize ans, la PAF peut les refouler vers le dernier État qu'ils ont traversé, même s'ils n'y ont en général aucune attache, étant un simple pays de transit où ils n'ont passé que quelques heures.
Dans le cas où la provenance du vol serait inconnue de la police aux frontières (PAF) opérant en zone d'attente, celle-ci fait alors appel au STIC (Système de traitement des infractions constatées, fichier du ministère de l'intérieur regroupant les informations concernant les auteurs d'infractions interpellés par les services de la police nationale), fichier international commun aux polices de presque tous les pays du monde et/ou aux fichiers des compagnies aériennes. Dans le cas où l'aéroport de provenance resterait inconnu après ces recherches, la personne maintenue peut être renvoyée vers le pays dont elle a la nationalité. Si celui-ci est inconnu et/ou que la personne est dépourvue de documents, elle sera présentée par la PAF en ambassade ou en consulat afin d'obtenir un laissez-passer permettant de procéder au refoulement.
Si la personne n’a pas pu être réacheminée durant les 20 jours de son maintien du fait de soustraction à des tentatives de réacheminement par la PAF, elle pourra être placée en garde à vue. À l’issue de la garde à vue, la personne pourra soit purger une peine d’emprisonnement à la suite d'une condamnation en comparution immédiate, soit être placée en centre de rétention administrative (CRA) depuis lequel l’administration continuera d’essayer de la renvoyer. Le parquet peut aussi décider de ne pas engager de poursuites, dans ce cas, la personne est libérée sur le territoire.

## Le contrôle des zones d'attente
Le juge des libertés et de la détention contrôle le fonctionnement de la zone d'attente. Cependant, ses visites sont rares. Les conditions de salubrité, d'hygiène et de sécurité ainsi que le respect des droits des personnes détenues sont contrôlées par le contrôleur général des lieux de privation de liberté (avant 2008, par la commission nationale de contrôle des centres et locaux de rétention administrative et des zones d'attente). Les parlementaires, la commission nationale de déontologie de la sécurité et le comité de prévention de la torture du Conseil de l’Europe disposent aussi d'un droit de visite. Le droit de visite des députés européens a été refusé par les autorités françaises et fait l'objet d'une controverse. Enfin, le CESEDA encadre la possibilité des visites du Haut Commissariat des Nations unies pour les réfugiés (HCR) et treize associations issues de la société civile : Anafé, CIMADE, Croix-Rouge, Amnesty International, France terre d'asile, Forum Réfugiés, GISTI, LDH, MRAP, Groupe Accueil et Solidarité (GAS). Cependant, hormis la présence permanente de la Croix-Rouge et les permanences juridiques de l'Anafé dans la zone d'attente de l'aéroport Roissy Charles de Gaulle, les visites du HCR et des associations sont très rares dans la majorité des zones d'attente et notamment à l'aéroport d'Orly, en région parisienne, où sont maintenues un grand nombre de personnes.

## Le traitement des demandes d'asile à la frontière

### La demande d'entrée en France au titre de l'asile
Pour un article plus général, voir Admission sur le territoire français au titre de l’asile.
Si un étranger sur le point d'entrer en France se voit refuser l'admission sur le territoire, il peut être maintenu en zone d'attente. Il peut alors demander l'admission au titre de l'asile, bien que la police aux frontières (PAF) refuse parfois d'enregistrer ces demandes (au moins trente-neuf refus en 2008).
Si la demande est enregistrée, la division de l'asile à la frontière de l'OFPRA procède à un entretien avec le demandeur[source insuffisante] et peut proposer que la demande d'asile soit considérée manifestement infondée. La notion de "manifestement infondé" a donné lieu à de nombreux débats sur le plan juridique[réf. nécessaire].
Si la demande est considérée comme "manifestement infondée", l'étranger se voit refuser l'accès au territoire et sera maintenu en zone d'attente pendant le temps strictement nécessaire à son départ et renvoyé vers son lieu de départ ou vers « tout pays dans lequel il sera légalement admissible ». Cependant, le transport vers toute destination autre que la ville de provenance sera aux frais du demandeur d'asile. Aussi, dans le cas où le demandeur d'asile serait de provenance inconnue, il est alors renvoyé dans le pays de sa nationalité. Si dans ce dernier cas il ne dispose d'aucun document prouvant sa nationalité, il est alors présenté aux consulats du pays dont il dit être originaire.
Si la demande d'asile du demandeur est considérée comme n'étant pas manifestement infondée, cela ne signifie pas qu'il obtiendra nécessairement l'asile après son entrée en France. Il reçoit un sauf conduit qui lui accorde l'entrée sur le territoire français ainsi qu'un séjour de huit jours afin de déposer une demande en bonne et due forme auprès de la Préfecture qui transmettra sa demande à l'OFPRA de la même façon que dans toute procédure entamée sur le territoire. Les mineurs peuvent théoriquement déposer leur demande directement auprès de l'OFPRA.

### Le recours en cas de refus
À la suite de l'Affaire Gebremedhin contre France et à l'arrêt de la CEDH du 26 avril 2007, le gouvernement a pris des dispositions afin de modifier la procédure de l'asile à la frontière. En cas de refus de la demande d'entrée en France au titre de l'asile, un seul recours est possible devant le tribunal administratif compétent. Ce recours doit être déposé dans les quarante huit heures (de minute à minute) à partir de la notification de refus à l'étranger présent en zone d'attente dans une langue qu'il comprend, le procès-verbal de notification de la décision faisant foi. Ce recours est suspensif de toute mesure de ré-acheminement.
Cependant, étant donné que les personnes maintenues en zone d'attente privées de liberté, sont souvent non francophones et ne disposent pas forcément des fonds permettant de recruter un avocat, il est possible de s'interroger sur l'effectivité de ce recours. En effet, il est difficile d'imaginer la rédaction d'un tel recours en français, incluant (comme requis par la loi) des éléments de droit et de fond, en un délai de quarante huit heures à moins que son auteur ne soit francophone et juriste en droit français ce qui dans le cas de la majorité des demandeurs d'asile a peu de chances de se produire. En effet, un recours hâtif prévoyant d'être régularisé à l'audience aurait de grandes chances d'être rejeté au tri par les magistrats du tribunal administratif comme le permet le CESEDA. Aussi, même dans le cas de dépôt d'un recours (ce qui suppose le recrutement d'un avocat) de nombreuses erreurs ont été commises, et de nombreuses personnes en cours de procédure ont été renvoyées dans leur pays de provenance ou ont subi des tentatives d'embarquement.

## Le traitement des mineurs non accompagnés en zone d'attente

### La nomination d'un administrateur ad hoc
Depuis la loi du 4 mars 2002, selon l'article L.221-5 du CESEDA, le procureur de la République est chargé d'attribuer un administrateur ad-hoc (désigné sur une liste de personnes physiques et morales fixées par décret) aux mineurs non accompagnés qui se trouvent en zone d'attente. Celui-ci représente le mineur dans toutes les procédures administratives et juridictionnelles afférentes à l'entrée en France. Ses capacités prennent fin à la sortie de zone d'attente du mineur. Cette législation a en partie été mise en place afin que la procédure de maintien d'un mineur en zone d'attente ne soit pas invalidée en raison de son incapacité juridique. L'administrateur, selon la loi, "assiste le mineur durant son maintien en zone d'attente". Il rentre donc dans ses compétences, outre de représenter le mineur devant le juge des libertés et de la détention d'effectuer des signalements de danger au juge des enfants, même si cette pratique est peu répandue. Il est aussi très difficile (pour des raisons matérielles tenant au temps que le procureur de la République met à être saisi et à désigner un administrateur ad-hoc) pour l'administrateur ad-hoc d'être présent physiquement lors de la notification au mineur de son refus d'entrée et son placement en zone d'attente. Cela a entraîné de nombreux débats sur la réelle possibilité pour les administrateurs ad-hoc ainsi désignés d'assurer l'assistance des mineurs isolés.
La Croix-Rouge et Famille Assistance pour l'aéroport de Roissy ont mis en place un système afin de répondre à la demande d'administrateurs ad-hoc. La nomination d'administrateurs ad-hoc indépendants de toute organisation associative ne se produit que très rarement.

### La controverse autour du placement des mineurs isolés en zone d'attente
Cette section ne s'appuie pas, ou pas assez, sur des sources secondaires ou tertiaires indépendantes du sujet.

Pour l'améliorer, ajoutez-en, ou placez des modèles {{Source secondaire souhaitée}} ou {{Source secondaire nécessaire}} sur les passages mal sourcés. (février 2025)
De nombreuses entités comme le Haut Commissariat des Nations unies aux Réfugiés (HCR), le comité des droits de l'enfant de l'ONU et la défenseure des enfants se sont prononcées contre le placement des mineurs en zone d'attente ou en faveur de leur admission sur le territoire français.
Le rapport de Human Right Watch du 28 octobre 2009 est particulièrement accablant et critique envers les autorités françaises : violences policières, violations des droits, etc.[source insuffisante].
Le maintien des mineurs en zone d'attente entre en contradiction avec la Convention internationale des droits de l'enfant (CIDE) qui dispose :
- dans son article 3, que « dans toutes les décisions qui concernent les enfants, qu'elles soient le fait des institutions publiques (...), des tribunaux (…), des autorités administratives (…), l'intérêt supérieur de l'enfant doit être une considération primordiale », ce qui a été confirmé par le Conseil d'État dans le cas où un mineur serait renvoyé vers son pays d'origine[14].
- dans son article 37 b), que « la détention ou l'emprisonnement d'un enfant doit être en conformité avec la loi, n'être qu'une mesure de dernier ressort, et être d'une durée aussi brève que possible ».
- dans son article 37 c), que « tout enfant privé de liberté sera séparé des adultes », ce qui n'est pas le cas dans la ZAPI 3 de l'aéroport Roissy Charles de Gaulle où les mineurs de plus de treize ans sont détenus dans les mêmes locaux que les adultes[réf. nécessaire].

En 2018, l’UNICEF, avec plusieurs associations dont la Cimade et l’Anafé, a lancé à ce sujet une campagne[source insuffisante] en faveur d’une loi qui interdirait l’enfermement des enfants en centre de rétention administratif comme en zone d’attente.